# Soian
Soyans és un municipi francès situat al departament de la Droma i a la regió d'Alvèrnia-Roine-Alps. L'any 2007 tenia 332 habitants.

## Demografia

### Població
El 2007 la població de fet de Soyans era de 332 persones. Hi havia 132 famílies de les quals 32 eren unipersonals (4 homes vivint sols i 28 dones vivint soles), 32 parelles sense fills, 56 parelles amb fills i 12 famílies monoparentals amb fills.
La població ha evolucionat segons el següent gràfic:
Habitants censats

### Habitatges
El 2007 hi havia 213 habitatges, 133 eren l'habitatge principal de la família, 65 eren segones residències i 15 estaven desocupats. 199 eren cases i 9 eren apartaments. Dels 133 habitatges principals, 109 estaven ocupats pels seus propietaris, 15 estaven llogats i ocupats pels llogaters i 9 estaven cedits a títol gratuït; 4 tenien una cambra, 8 en tenien dues, 13 en tenien tres, 32 en tenien quatre i 76 en tenien cinc o més. 108 habitatges disposaven pel capbaix d'una plaça de pàrquing. A 58 habitatges hi havia un automòbil i a 70 n'hi havia dos o més.

### Piràmide de població
La piràmide de població per edats i sexe el 2009 era:
| Homes | Edats   | Dones |
| ----- | ------- | ----- |
| 0     | 95 o +  | 0     |
| 4     | 90 a 94 | 4     |
| 4     | 85 a 89 | 0     |
| 4     | 80 a 84 | 8     |
| 12    | 75 a 79 | 0     |
| 12    | 70 a 74 | 8     |
| 0     | 65 a 69 | 4     |
| 0     | 60 a 64 | 12    |
| 8     | 55 a 59 | 12    |
| 16    | 50 a 54 | 4     |
| 8     | 45 a 49 | 16    |
| 4     | 40 a 44 | 8     |
| 24    | 35 a 39 | 20    |
| 12    | 30 a 34 | 16    |
| 4     | 25 a 29 | 8     |
| 16    | 20 a 24 | 0     |
| 4     | 15 a 19 | 8     |
| 4     | 10 a 14 | 8     |
| 12    | 5 a 9   | 8     |
| 12    | 0 a 4   | 16    |

## Economia
El 2007 la població en edat de treballar era de 213 persones, 169 eren actives i 44 eren inactives. De les 169 persones actives 153 estaven ocupades (83 homes i 70 dones) i 16 estaven aturades (6 homes i 10 dones). De les 44 persones inactives 17 estaven jubilades, 15 estaven estudiant i 12 estaven classificades com a «altres inactius».

### Ingressos
El 2009 a Soyans hi havia 136 unitats fiscals que integraven 352 persones, la mediana anual d'ingressos fiscals per persona era de 17.165,5 €.

### Activitats econòmiques
Dels 17 establiments que hi havia el 2007, 3 eren d'empreses de construcció, 5 d'empreses de comerç i reparació d'automòbils, 1 d'una empresa d'hostatgeria i restauració, 1 d'una empresa immobiliària, 4 d'empreses de serveis, 2 d'entitats de l'administració pública i 1 d'una empresa classificada com a «altres activitats de serveis».
Dels 3 establiments de servei als particulars que hi havia el 2009, 2 eren paletes i 1 electricista.
L'any 2000 a Soyans hi havia 26 explotacions agrícoles que ocupaven un total de 630 hectàrees.

## Equipaments sanitaris i escolars
El 2009 hi havia una escola maternal integrada dins d'un grup escolar amb les comunes properes formant una escola dispersa.

## Poblacions més properes
El següent diagrama mostra les poblacions més properes.